# Семёнов-Тян-Шанский, Олег Измайлович
Оле́г Изма́йлович Семёнов-Тян-Ша́нский (15 октября 1906 — 21 сентября 1990) — советский натуралист, доктор биологических наук, один из основателей Лапландского заповедника.

## Происхождение
Внук знаменитого исследователя и первопроходца Петра Семёнова-Тян-Шанского, сын его сына Измаила Петровича. Его (Олега Измайловича) отец работал метеорологом, мать приходилась дочерью популярному московскому врачу.

## Биография
Олег Семёнов-Тян-Шанский родился 15 октября 1906 года.

### Ранние годы
До 1917 года семья Семёновых-Тян-Шанских жила в Петрограде. После февральской революции они переехали в своё имение Петровку (в Тамбовской губернии). Олег с детских лет помогал отцу работать на метеорологической станции. Большое влияние оказал на него дядя — известный энтомолог Андрей Петрович Семёнов-Тян-Шанский. Мальчик получал домашнее образование. Он увлекался наблюдениями за природой и фотографией. В 1929 году с завершением НЭПа и изменением социально-политического климата в СССР в результате начала коллективизации крестьянства семье пришлось вернуться в Ленинград, где отец будущего учёного также получил работу метеоролога.

### Работа в Лапландском заповеднике
В 1930 году Олег Семёнов-Тян-Шанский приехал на Кольский полуостров, чтобы работать (как тогда казалось — временно) на горной метеорологической станции в Хибинах. Однако по рекомендации её директора, И. Г. Эйхфельда, Г. М. Крепс предложил Семёнову-Тян-Шанскому перейти на работу в Лапландский заповедник научным наблюдателем. И через месяц молодой учёный стал первым научным сотрудником заповедника. Он отлично изучил и объездил территорию, проводил учёты диких северных оленей, занимался акклиматизацией ондатр и научной работой. Совместно с Г. М. Крепсом выпустил монографические публикации, которые считались лучшими в советской заповедной системе.

### Деятельность в военное и послевоенное время
После начала Советско-финляндской войны и позднее в годы Великой Отечественной войны заповедник оказался в зоне фронта. Во время Советско-финляндской и в первые месяцы Великой Отечественной войны Семёнов-Тян-Шанский по возможности продолжал научную и природоохранную работу.
В сентябре 1941 года почти все сотрудники Лапландского заповедника были уволены и отправлены на фронт. Семёнов-Тян-Шанский не подходил по здоровью, однако добился переосвидетельствования и зачисления в запасной стрелковый полк. Также он давал задействованным в контактах с союзниками офицерам уроки английского и редактировал газету для солдат. Был награждён орденом Красной Звезды и медалью «За боевые заслуги».
После демобилизации из армии Олег Семёнов-Тян-Шанский жил в Ленинграде, работал сотрудником Зоологического института Академии Наук. Вместе с женой — ихтиологом Марией Ивановной Владимирской — ездил в экспедиции, в том числе на Куршскую косу.
В 1949 году супруги вернулись в Лапландию. Семёнов-Тян-Шанский возглавил научный отдел заповедника. Ограничения на контакты с заграницей и иностранцами, недоступность в Советском Союзе зарубежных научных публикаций осложняли работу учёного.

### Борьба за восстановление Лапландского заповедника
Летом 1951 года Лапландский заповедник, как и 86 других, был ликвидирован постановлением Совмина СССР. Семёнов-Тян-Шанский начал работать в Печоро-Илычском заповеднике, одновременно вступив в борьбу за воссоздание Лапландского.
В сентябре 1957 года этого удалось добиться, однако только в 1965 году Лапландский заповедник снова получил самостоятельность. До этого он четыре года считался частью Кандалакшского.

### Дальнейшая научная деятельность
Семёнов-Тян-Шанский подробно изучил экологию тетеревиных птиц, изобрёл специальный прибор — актограф — для записи процесса насиживания яйца. Он использовал в своей работе опыт коренных жителей Кольского полуострова, много фотографировал животных и растения.
В 1960 году в Москве вышла его крупная монография «Экология тетеревиных», переведённая затем на шведский и немецкий.
С 1962 года он доктор биологических наук.
В 1960-х — 1970-х годах учёному удалось кратко посетить Финляндию, а также воспользоваться приглашениями зарубежных коллег из ГДР (Йенский университет) и Чехословакии. В поездках он знакомился с иностранной литературой, делился научным опытом, путешествовал и осматривал достопримечательности Европы.
При этом из-за закрытости Русской Лапландии для иностранцев, ответные визиты были невозможны. Посетить Лапландский заповедник смогли только двое финских ботаников, с остальными коллегами Семёнов-Тян-Шанский на советской территории мог встречаться только в Ленинграде.
Участвовал в международных конгрессах и симпозиумах.

### Последние годы
Последние десять лет жизни Семёнов-Тян-Шанский активно боролся за экологическое благополучие Севера, против загрязнения природы Кольского полуострова тяжёлой промышленностью, в том числе комбинатом «Североникель». В 1980 году смог опубликовать в «Правде» острую статью на эту тему.
В 1983 году территория Лапландского заповедника была значительно расширена.
Незадолго до смерти смог ещё раз посетить Финляндию. Скончался учёный 21 сентября 1990 года от внезапной остановки сердца.
Похоронен на территории Лапландского заповедника.

## Награды и память
За два месяца до смерти был награждён орденом Трудового Красного Знамени. В доме, где учёный прожил последние пятнадцать лет, был организован музей.

## Труды
Опубликовал в СССР и за рубежом более ста научных работ, в том числе десять книг.
- Семёнов-Тян-Шанский О. И. Экология тетеревиных птиц / Главное управление охотничьего хозяйства при Министерстве сельского хозяйства РСФСР. — М., 1959. — 320 с. — (Труды Лапландского государственного заповедника. Вып. 5). — 3000 экз.
- Семёнов-Тян-Шанский О. И. Лапландский государственный заповедник: Научно-популярный очерк. — Мурманск: Мурманское книжное издательство, 1960. — 136 с. — 2000 экз.
- Семёнов-Тян-Шанский О. И. Лапландский заповедник: Научно-популярный очерк. — 2-е изд., перераб. и доп. — Мурманск: Мурманское книжное издательство, 1975. — 248, [16] с. — 30 000 экз.
- Семёнов-Тян-Шанский О. И. Лапландский заповедник: Фотоальбом / Сост., авт. текста О. И. Семенов-Тян-Шанский, Н. Н. Дельвин. — М.: Советская Россия, 1984. — 160 с. — 50 000 экз.
- Семёнов-Тян-Шанский О. И. Биология размножения тетеревиных птиц на Севере / Отв. ред. В. Е. Флинт. — М.: Наука, 1983. — 64 с. — 1750 экз.